# Carleton (circonscription provinciale 1995-2014)
Pour les articles homonymes, voir Carleton.
Circonscription électorale provinciale du Canada
Carleton est une ancienne circonscription électorale provinciale du Nouveau-Brunswick, formée en 1995 par la fusion des circonscriptions de Carleton-Centre, Carleton-Nord et Carleton-Sud. 
Elle est dissoute en 2014 au sein des circonscriptions de Carleton-Victoria et Carleton.

## Liste des députés
|  | Dale Graham | Progressiste-conservateur | 1995 - 1999 |
|  | Dale Graham | Progressiste-conservateur | 1999 - 2003 |
|  | Dale Graham | Progressiste-conservateur | 2003 - 2006 |
|  | Dale Graham | Progressiste-conservateur | 2006 - 2010 |
|  | Dale Graham | Progressiste-conservateur | 2010 - 2014 |